# 巴爾斯塔爾

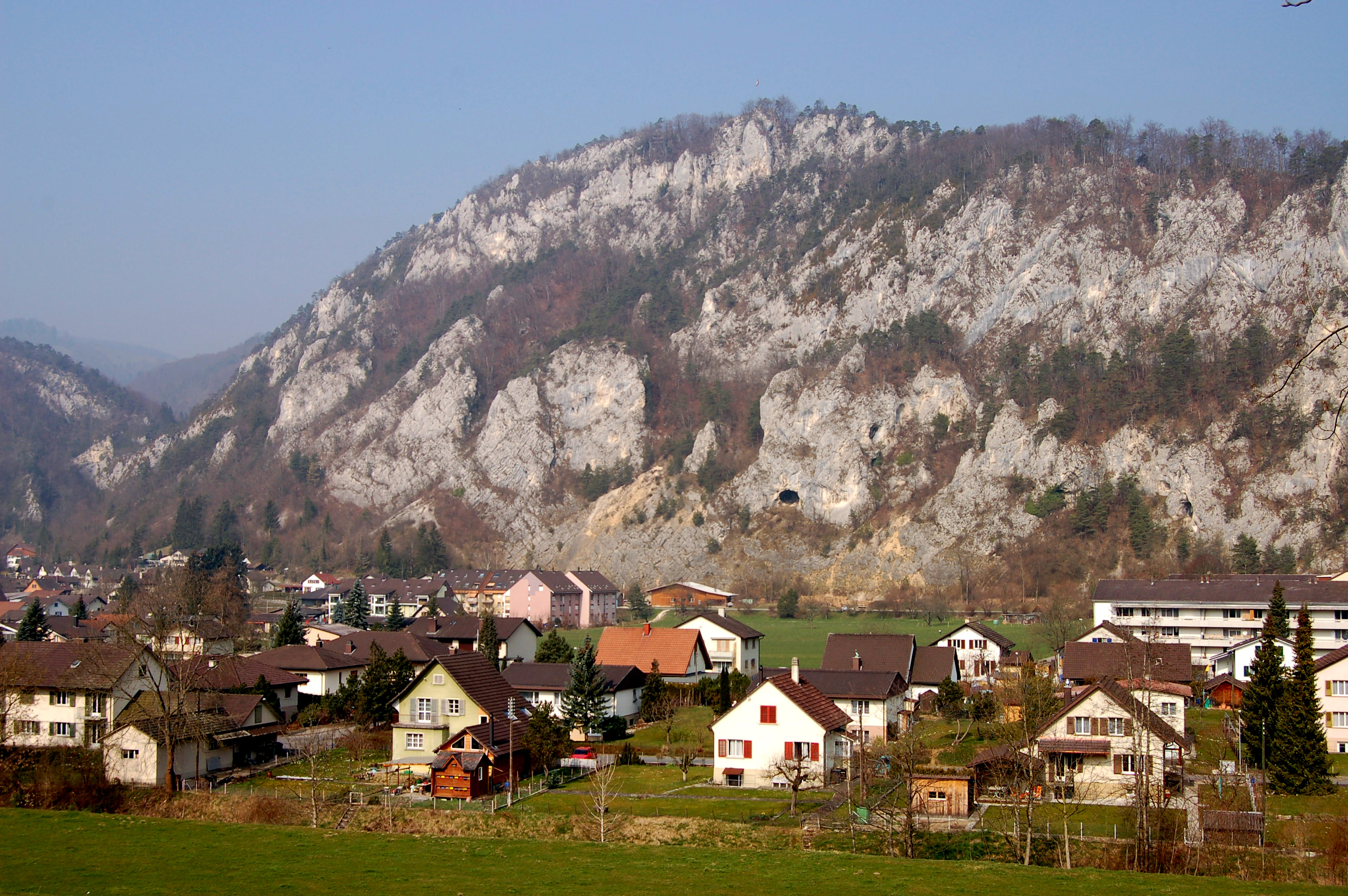

巴爾斯塔爾（德語：Balsthal）是瑞士的城鎮，位於該國北部，由索洛圖恩州負責管轄，面積15.71平方公里，海拔高度489米，2012年人口5,784，一半人口信奉羅馬天主教，人口密度每平方公里368人。

## 外部連結
- Official website （页面存档备份，存于） （德文）